# Hohensteinerbach
Der Hohensteinerbach (mit Haißbach) ist ein knapp 6,5 km langer linker und südöstlicher  Zufluss der Nidda im hessischen Wetteraukreis.

## Geographie

### Quellbäche
Der Hohensteinerbach entsteht aus Zusammenfluss von Haißbach und Buchborngraben östlich des Niddaer Stadtteils Michelnau.

#### Haißbach
Der Haißbach ist der 2,2 km lange, nordöstliche und rechte Quellbach.
Der Name Haißbach kommt mehr und mehr aus dem Gebrauch, so dass viele den gesamten Bach als Hohensteinerbach bezeichnen.
Der Haißbach entspringt (⊙) auf einer Höhe von etwa 370 m ü. NHN  im Naturschutzgebiet Heißbachgrund von Michelnau, das Bestandteil des FFH-Gebiets Waldgebiete südlich und südwestlich von Schotten ist. Die Quelle liegt in der Flur Bei den Eisenkauten in einem schmalen Grünstreifen, der von Mischwald umgeben ist.
Der Bach fließt südwestwärts durch die Waldwiesen des Naturschutzgebiets und vereinigt sich bei der Flur Häuserwiese auf einer Höhe von ungefähr 370 m ü. NHN  mit dem Buchborngraben.

#### Buchborngraben
Der Buchborngraben ist der 2,5 km lange, südliche und linke Quellbach. Er wird von vielen auch als ein Zufluss des Hohensteinerbachs angesehen.

### Verlauf
Der vereinigte Hohensteinerbach fließt nun knapp einen Kilometer durch Mischwald weiter durch das Naturschutzgebiet, passiert dann das Dorf Michelnau. Er wird dort im Ort zuerst auf seiner linken Seite von einem Wiesengraben und dann anderen Seite vom Mörsbach gespeist.
Nachdem er die Ortschaft verlassen hat, unterquert er die L 3185 und läuft dann durch Feld und Wiesen. Bei der Flur Liebmühle fließt ihm auf seiner linken Seite der Liebholzgraben zu. Der Hohensteinerbach fließt nun durch Mischwald nördlich erst an einen Steinbruch, dann südlich an zwei winzige Teiche vorbei und erreicht danach den Ortsrand der Stadt Nidda.
Er quert noch die Hohensteiner Straße und mündet schließlich in der Stadt Nidda auf einer Höhe von ungefähr  135 m ü. NHN von links in den Flutgraben einem Nebenarm der Nidda.

### Einzugsgebiet
Das Einzugsgebiet des Hohensteinerbach liegt im Unteren Vogelsberg und wird über die Nidda, den Main und den Rhein zur Nordsee entwässert.
Es grenzt
- im Nordosten an das des Schandwiesenbachs, der in den Eichelbach mündet
- im Osten  an das des Krummbachs, der in den Nidda-Zufluss Laisbach fließt
- im Südosten an das des Laisbach-Zuflusses Fauerbacher Bach
- im Süden an das des Rambachs, der auch in den Laisbach einmündet
- im Westen und Nordwesten an das der Nidda
- und im Norden an das des Nidda-Zuflusses Eichelbach

Das Einzugsgebiet ist im Osten größtenteils bewaldet, ansonsten dominiert Ackerland und im Mündungsbereich das Siedlungsgebiet der Stadt Nidda.

### Quellbäche und Zuflüsse
- Haißbach (rechter Quellbach), 2,2 km
- Buchborngraben (linker Quellbach), 2,5 km
- Mörsbach [GKZ 248151826] (rechts), 0,8 km
- Liebholzgraben [GKZ 248151828] (links), 0,6 km

### Flusssystem Nidda
- Fließgewässer im Flusssystem Nidda

### Orte
Der Hohensteinerbach  fließt durch folgende Ortschaften:
- Nidda-Michelnau
- Nidda